# 두다다쿵: 후후섬의 비밀
두다다쿵: 후후섬의 비밀(Duda&Dada The Secret of HooHoo Island)은 대한민국에서 제작된 최병선, 김지윤 감독의 2023년 애니메이션 영화이다. 이영아 등이 주연으로 출연하였다.

## 출연

### 주연
- 이영아
- 장경희
- 엄상현
- 이소영
- 이은정
- 김서영
- 여민정
- 신용우